# Đảo Melville (Canada)
Đảo Melville là một hòn đảo không người ở rộng lớn thuộc quần đảo Bắc Cực Canada, diện tích của đảo là 42.149 km2 (16.274 dặm vuông Anh). Đây là đảo lớn thứ 33 trên thế giới và đảo lớn thứ tám của Canada. Đảo Melville được phân chia giữa Các Lãnh thổ Tây Bắc (nửa phía tây) và Nunavut (nửa phía đông). Ranh giới chạy dọc theo kinh tuyến 110° tây. Một vài ngọn núi trên đảo Melville đạt độ cao một nghìn mét.
Hòn đảo này ít hoặc không có thảm thực vật. Ở những nơi có thực vật mọc liền kế nhau, chúng thường bao gồm các gò băng gồm rêu, địa y, cỏ và cói. Loài thân gỗ duy nhất là liễu lùn, phát triển thành một tấm thảm dày đặc bò trên mặt đất. Tuy nhiên, đảo có một quần thể động vật đa dạng: gấu trắng Bắc Cực, Rangifer tarandus pearyi, bò xạ, Dicrostonyx groenlandicus, sói Bắc Cực, Cáo Bắc Cực, Thỏ Bắc Cực, và Chồn ecmin.
Đảo Melville là một trong hai khu vực sinh sản chính đối với của một loài ngỗng biển nhỏ, ngỗng Branta. Phân tích DNA và quan sát phạm vi đã cho thấy rằng những con chim này có thể khác biệt với các thể quần tập Branta khác. Có 4.000-8.000 con chim, đây có thể là thể quần tập ngỗng hiếm nhất trên thế giới.